# Kasteel Rosendael
Kasteel Rosendael is een van oorsprong laatmiddeleeuws kasteel, dat door de graaf van Gelre werd gebouwd. Het kasteel ligt in het dorp Rozendaal bij Velp, in de Nederlandse provincie Gelderland. Het is onderdeel van de rijksbeschermde historische buitenplaats Rosendael.

## Geschiedenis
De donjon is oorspronkelijk zo'n 25 meter hoog geweest en heeft een diameter van 16 meter. Hiermee is het de grootste toren in zijn soort in Nederland. Met muren tot 4 meter dik heeft de donjon tevens de dikste muren van het land. De ruimten in de donjon zijn echter vierkant van vorm. Twee ervan worden overkluisd door tongewelven en het hoogste door een koepelgewelf.
Het kasteel wordt in 1314 voor het eerst vermeld, en graaf Reinoud I was de eerste bewoner. Ook zijn zoon Reinoud II was er kasteelheer.
Na de graven en hertogen van Gelre werd het kasteel eigendom van drost Willem van Scherpenzeel, die het in 1536 ruilde voor zijn slot Coldenhove. In 1579 verkocht hij het weer aan Dirck van Dorth. Van Dorth liet veel aan het kasteel veranderen, en liet de tuinen, vijvers en beken aanleggen. Na Van Dorth werden achtereenvolgens de families Van Arnhem, Torck en Van Pallandt eigenaar van het landgoed en het kasteel. Tot het bezit behoorde sinds 1536 ook het bos-, heide- en jachtgebied Planken Wambuis bij Ede.
Onder kasteelheer Lubbert Adolph Torck, die getrouwd was met de schatrijke Petronella Wilhelmina van Hoorn, werden in 1732 de tuinen opnieuw aangelegd, onder architectuur van Daniël Marot. In deze tijd werden onder andere de schelpengalerijen aangelegd.
Van het oorspronkelijke kasteel is slechts de donjon overgebleven. In 1722 werd aan de toren een vierkant huis gebouwd, en werden diverse bijgebouwen en stallen gebouwd. Daarmee werd het meer een buitenhuis dan een kasteel.
De tuinen en vijvers werden in de 19e eeuw aangepakt door architect Jan David Zocher jr., die onder andere een aantal kleinere vijvers samenvoegde tot één grote. Ook de schelpengalerijen werden aangepakt, en ten tijde van de Van Pallandts zouden daar de Bedriegertjes worden aangelegd.
In 1860 ontwierp architect Lucas Hermanus Eberson een wijziging van het interieur in opdracht van het echtpaar R.J.C. van Pallandt-Torck.
Na de Tweede Wereldoorlog, waarin het kasteel door een Amerikaanse bom werd geraakt, en het park gedeeltelijk was verwoest door een verdwaalde V2-raket, raakte het landgoed in verval, totdat in 1977 de laatste baron Willem Frederik Torck baron van Pallandt het overdroeg aan de stichtingen Het Geldersch Landschap en Vrienden der Geldersche Kasteelen. Het landhuis en de tuin werden gerestaureerd en sinds 1989 gedeeltelijk voor publiek opengesteld. Het landgoed Planken Wambuis was al in 1932 verkocht aan een beleggingsmaatschappij. Rond 1985 werd ook de bibliotheek gerestaureerd welke zo'n 3000 boeken en manuscripten omvat, o.a. van de Zweedse koningin Christina gericht aan de filosoof René Descartes. Kasteelheer Jan van Arnhem (1636-1716) verzamelde destijds de werken.
Kasteel en park behoren tot de Top 100 van de Rijksdienst voor de Monumentenzorg.

## Rijksmonumenten
De 'historische buitenplaats kasteel Rosendael' is onder deze naam een rijksmonumentencomplex met nummer 528473 en omvat 21 afzonderlijke rijksmonumenten die in onderstaande tabel staan aangegeven.
| Naam                                        | RM-nummer | Afbeelding |
| ------------------------------------------- | --------- | ---------- |
| Hoofdgebouw                                 | 528472    |            |
| Historische tuin- en parkaanleg             | 528474    |            |
| Tuinkoepel                                  | 528475    |            |
| Schelpengalerij                             | 528476    |            |
| Bedriegertjes met schelpenwand              | 528477    |            |
| Cascade met stroomgoden en vazen op sokkels | 528478    |            |
| Schelpengrot met waterval                   | 528479    |            |
| Wildkelder                                  | 528480    |            |
| Waterhuishoudkundige werken                 | 528481    |            |
| Wagenschuur                                 | 528483    |            |
| Hovenierswoning                             | 528484    |            |
| Portierswoning                              | 528485    |            |
| Boerderij                                   | 528486    |            |
| Stal bij boerderij                          | 528487    |            |
| Hoofdinrijhek                               | 528488    |            |
| Toegangshek tegenover kerk                  | 528489    |            |
| Toegangshek ten westen van kasteel          | 528490    |            |
| Tuinvazen                                   | 528491    |            |
| Zonnewijzer                                 | 528492    |            |
| Muziekkapel                                 | 528493    |            |
| Begraafplaats                               | 528494    |            |

## Eigenaren

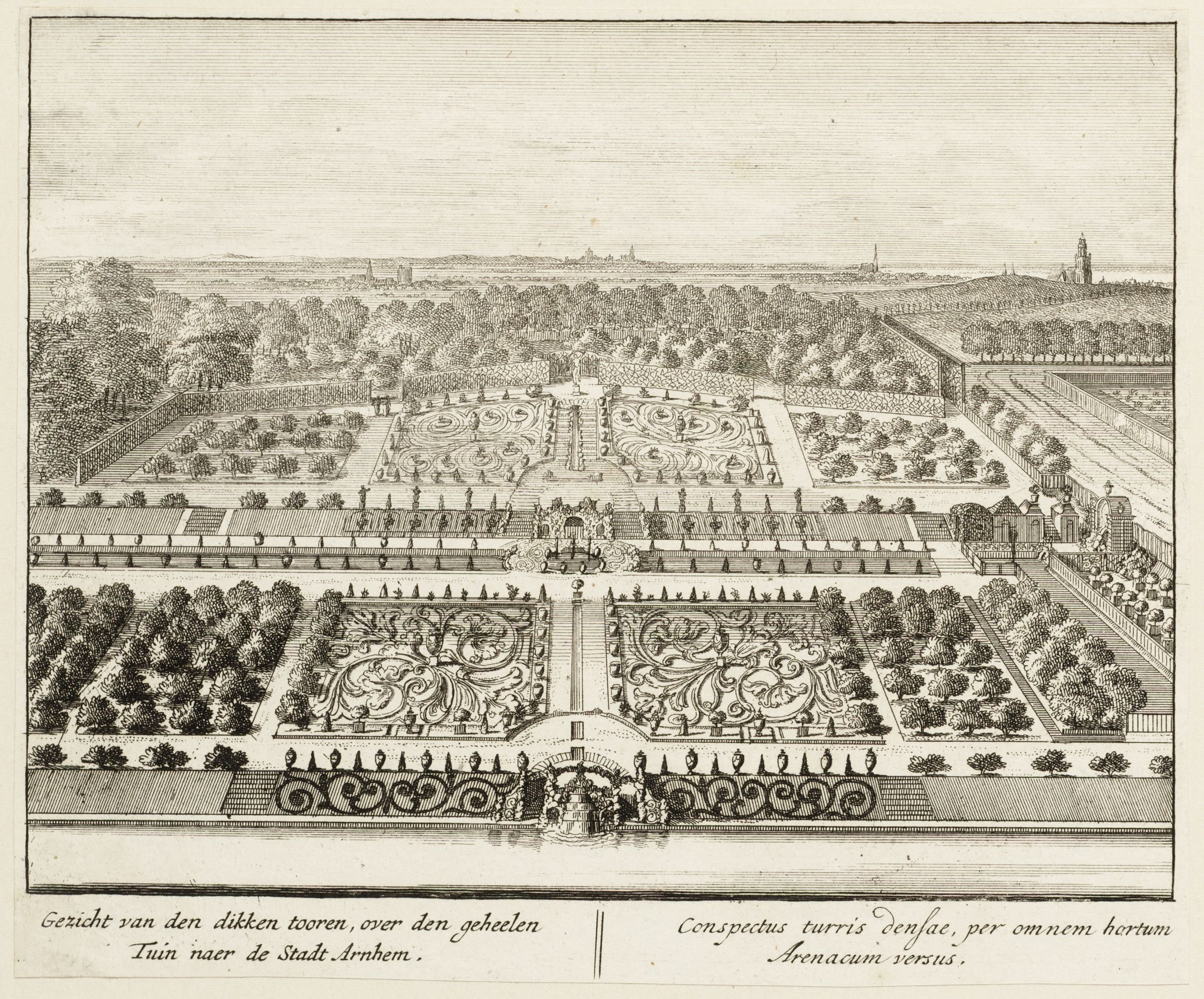
zicht op de tuin anno 1860

Bezitters van kasteel Rosendael sedert 1579 tot 1977.
| Naam                                     | Periode     |
| ---------------------------------------- | ----------- |
| Dirck van Dorth                          | 1579 - 1583 |
| Dirck van Dorth                          | 1583 - 1628 |
| Ermgard E. van Dorth                     | 1628 - 1644 |
| Diederik van Arnhem                      | 1644 - 1656 |
| Janne Margriette van Arnhem              | 1659 - 1721 |
| Lubbert Adolf Torck                      | 1721 - 1758 |
| Petronella Wilhelmina van Hoorn          | 1758 - 1764 |
| Assueer Jan Torck                        | 1765 - 1793 |
| Reinhard Jan Christiaan Torck            | 1793 - 1810 |
| Assueer Lubbert Adolph baron Torck       | 1830 - 1842 |
| Ada Catharina barones Torck              | 1843 - 1902 |
| Frederik Jacob Willem baron van Pallandt | 1902 - 1932 |
| Willem Frederik Torck baron van Pallandt | 1932 - 1977 |